# Autophila coruscantis
Autophila coruscantis là một loài bướm đêm trong họ Erebidae.